# Bóbitás szarvas

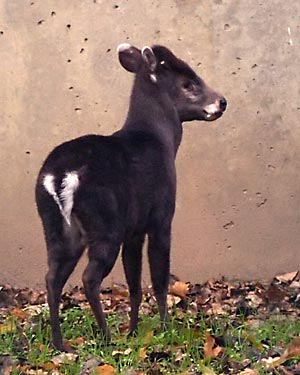

A bóbitás szarvas (Elaphodus cephalophus) az emlősök (Mammalia) osztályának párosujjú patások (Artiodactyla) rendjébe, ezen belül a szarvasfélék (Cervidae) családjába és a szarvasformák (Cervinae) alcsaládjába tartozó faj.
Az Elaphodus emlősnem egyetlen képviselője és az egyetlen recens faj a Muntiacini nemzetségben, amelyik nem a Muntiacus nembe tartozik. Amint a muntyákszarvasok, a bóbitás szarvas is korábban a muntyákszarvasformák (Muntiacinae) alcsaládjának volt a része.

## Előfordulása, élőhelye
A faj elterjedési területébe beletartozik Kína déli része (elsősorban Tibet, valamint Csöcsiang és Fucsien tartományok), valamint Mianmar északi területei.
Hegyvidéki erdők lakója, egészen 4500 méteres tengerszint feletti magasságig előfordul. A sűrű, dús aljnövényzetű erdőket kedveli.

## Alfajai
Négy elismert alfaja van:
- Elaphodus cephalophus cephalophus  Milne-Edwards, 1872 – Kína déli része (Csinghaj, Szecsuan, Kujcsou tartományok és Jünnan északi része) és Mianmar északkeleti területei
- Elaphodus cephalophus fociensis Lydekker, 1904 - Kína déli része
- Elaphodus cephalophus ichangensis Lydekker, 1904 – Közép- és Dél-Kína (Sanhszi, Hupej tartományok és Szecsuan keleti része)
- Elaphodus cephalophus michianus Swinhoe, 1874 – Kína délkeleti része

## Megjelenése
Az állat fej-törzs-hossza 110-160 centiméter, farokhossza 7-15 centiméter, marmagassága 50-70 centiméter, a bak szemfog hossza legfeljebb 2,5 centiméter (a sutának is van félcentiméteres szemfoga) és testtömege 15-50 kilogramm.
Az állat egész testét-a fülét kivéve-rövid, puha szőr fedi. A szőrzet színe sötétbarna vagy szürkésbarna. Ajkai, fülének hegye, farkának alsó fele és egyes egyedeknél a szem környékén a szőr fehér. Nevét a feje búbján látható egészen sötétbarna, akár 17 centiméteresre is megnövő szőrbóbitáról kapta. Agancsokat csak a hímek viselnek, de azok is annyira rövidek, hogy többnyire ki sem látszanak a szőrbóbitából.
A közeli rokon muntyákszarvasoknál testesebb és magasabb faj. Ezen kívül fő elkülönítő bélyegei a rövidebb szemfogak és az agancs alján levő rózsatő is rövidebb.

## Életmódja
Általában éjszaka aktív faj. A bóbitás szarvas igen territoriális, lakókörzetét a betolakodó fajtársakkal szemben hevesen védelmezi. A harcok során nemcsak kis agancsukat, hanem főképpen éles, megnyúlt szemfogaikat vetik be a bakok, amelyekkel véresre tudják harapni ellenfeleiket. Az egyedek egymással kutyaugatáshoz hasonló hangokkal tartják a kapcsolatot, továbbá farkuk felemelésével az alsó fehér rész kivillantásával is kommunikálnak. Tápláléka levelekből, gyümölcsökből, fakéregből és gombákból áll.

## Szaporodása
A bak csak a párosodási időszakban szegődik a sutához néhány hétre. Az ivarérettséget 6-12 hónaposan éri el. A párzási időszak egész évben, de mindenekelőtt januárban és februárban van. A vemhesség 180 napig tart, melynek végén, a nőstény 1 ritkábban 2 gidát ellik. Születésekor a gida 1 kilogrammos, anyja 3 hónapig szoptatja és a következő ellésig maga mellett tartja.

## Természetvédelmi helyzete
A faj pontos természetvédelmi helyzete nem tisztázott. Az 1993-as állománybecslés szerint Kínában nagyjából 500 000 egyede élhetett. Állományait azóta átfogóan nem vizsgálták. Az élőhelyén tapasztalható erdőirtások miatt a Természetvédelmi Világszövetség Vörös Listáján a „mérsékleten veszélyeztetett” kategóriába sorolja a fajt. Európában csak 14 állatkertben tartják, Magyarországon sehol sem.

### Fordítás
- Ez a szócikk részben vagy egészben  a   Schopfhirsch című német Wikipédia-szócikk ezen változatának fordításán alapul.  Az eredeti cikk szerkesztőit annak laptörténete sorolja fel. Ez a jelzés csupán a megfogalmazás eredetét és a szerzői jogokat jelzi, nem szolgál a cikkben szereplő információk forrásmegjelöléseként.